# Cesium-137
Cesium-137 of 137Cs is een instabiele radioactieve isotoop van cesium, een alkalimetaal met een te groot neutronenoverschot. De isotoop komt van nature niet op Aarde voor. Cesium-137 ontstaat door kernsplijting van zwaardere elementen, zoals uranium en plutonium. Het is - naast jodium-131 en cesium-134 - vrijgekomen bij de kernramp van Fukushima. Ook tijdens de kernramp van Tsjernobyl is de isotoop ontstaan. 1 gram cesium-137 bezit een activiteit van 3,215 terabecquerel. Kleine hoeveelheden cesium-137 worden in de nucleaire geneeskunde gebruikt voor brachytherapie.

## Radioactief verval
Cesium-137 vervalt door β−-verval naar de isotoop barium-137:
{\displaystyle {\ce {{^{137}_{55}Cs}->{^{137}_{56}Ba}+{e^{-}}+{\bar {\nu }}_{e}}}}
In het merendeel van de gevallen vervalt cesium-137 naar een metastabiele toestand van barium-137. Die vervalt binnen enkele minuten naar de grondtoestand van barium-137 onder uitzending van een gammafoton.
De halveringstijd van cesium-137 bedraagt 30,2 jaar.
111Cs · 112Cs · 113Cs · 114Cs · 115Cs · 116Cs · 116mCs · 117Cs · 117mCs · 118Cs · 118mCs · 119Cs · 119mCs · 120Cs · 120mCs · 121Cs · 121mCs · 122Cs · 122m1Cs · 122m2Cs · 122m3Cs · 123Cs · 123m1Cs · 123m2Cs · 124Cs · 124mCs · 125Cs · 125mCs · 126Cs · 126m1Cs · 126m2Cs · 127Cs · 127mCs · 128Cs · 129Cs · 130Cs · 130mCs · 131Cs · 132Cs · 133Cs · 134Cs · 134mCs · 135Cs · 135mCs · 136Cs · 136mCs · 137Cs · 138Cs · 138mCs · 139Cs · 140Cs · 141Cs · 142Cs · 143Cs · 144Cs · 144mCs · 145Cs · 146Cs · 147Cs · 148Cs · 149Cs · 150Cs · 151Cs · 152Cs